# Discorso sulle scienze e le arti
Il Discorso sulle scienze e le arti fu una delle prime opere del filosofo ginevrino Jean-Jacques Rousseau. Fu composto nel 1750 in risposta al bando del concorso indetto dall'Accademia di Digione sul seguente tema: «Se il risanamento delle scienze e delle arti abbia contribuito a purificare o a corrompere i costumi.»
L'opera diede a Rousseau una fama immediata, ma provocò un raffreddamento nei suoi rapporti con il gruppo dei philosophes raccolti intorno al progetto editoriale dell'Encyclopédie, che sul tema del progresso condividevano un orientamento molto diverso. Rousseau irruppe nel contesto dell'Illuminismo francese affermando che le arti e le scienze corrompono i costumi e sono uno strumento con cui i tiranni esercitano il potere.
Egli metteva a confronto le figure idealizzate di Plutarco e Socrate con la dissolutezza della Roma imperiale e della Parigi contemporanea, senza risparmiare, nella sua critica, coloro che in vario modo avevano partecipato idealmente allo spirito dei lumi, da Cartesio a Hobbes, da Leibniz allo stesso Voltaire. Quest'ultimo replicò alle accuse di Rousseau con sottili ma non meno feroci sarcasmi.